# Wilhelm von Tyrus

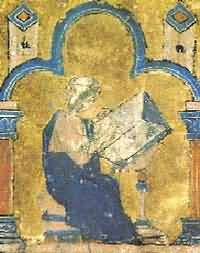
Wilhelm von Tyrus, Miniatur aus Paris, BnF, Ms. fr. 2631, fol.1^{r}, 13. Jahrhundert

Wilhelm von Tyrus (* um 1130 in Jerusalem; † 29. September 1186 ebenda) war Erzbischof von Tyros, Kanzler des Königreichs Jerusalem und gilt als einer der bedeutendsten Geschichtsschreiber des Mittelalters.
Er stammte aus einer wohlhabenden, jedoch nicht adligen Familie, die Anfang des 12. Jahrhunderts aus Italien oder Frankreich in das erst 1099 gegründete Königreich Jerusalem ausgewandert war.

## Leben und Werk
Hauptquelle zu seinem Leben ist sein Geschichtswerk und die darin enthaltenen autobiographischen Kapitel.
Um das Jahr 1145 ging Wilhelm in den Westen, um dort fast 20 Jahre lang zu studieren. Sein Studium der freien Künste begann er in Paris. 1155 wechselte er zur Theologie und führte es ab 1160 in Orléans fort. Von dort ging er 1161 oder 1162 nach Bologna, um an der dortigen berühmten Universität Rechtswissenschaften zu studieren. Er ist damit der einzige belegte Fall eines in den Kreuzfahrerstaaten geborenen Neusiedlers, der im 12. Jahrhundert zum Studieren nach Europa ging.
1165 kehrte er ins Heilige Land zurück, wurde Kanonikus an der Bischofskirche von Akkon und erhielt am 1. September 1167 von Erzbischof Friedrich von Tyrus die Weihe zum Erzdiakon. Im Frühjahr 1167 trat er in die Dienste von König Amalrich I. von Jerusalem, der ihn dazu brachte, die Geschichte der Kreuzfahrerstaaten zu schreiben. Wilhelm war auch der Erzieher des Königssohns, des späteren Königs Balduin IV., der ihn nach seiner Thronbesteigung 1174 zum Kanzler des Königreichs Jerusalem ernannte.
Um das Jahr 1170 begann er mit seiner Chronica, auf Deutsch „Geschichte der Kreuzfahrerstaaten“ (lateinischer Titel Historia rerum in partibus transmarinis gestarum, etwa: Geschichte der Taten jenseits des Meeres). Der gelehrteste aller lateinischen Chronisten der Kreuzzüge überging dabei staatsmännisch einige der düsteren Kapitel der Staatsgründung, auch unterliefen ihm einige Fehler. Seine Teilnahme an der Machtpolitik des Königreichs verleitete ihn zu weiteren parteiisch gefärbten Ungenauigkeiten. Dennoch stellt die Chronica ein beachtliches Werk und eine wichtige Quelle für die Geschehnisse in Outremer dar. Wilhelm von Tyrus benutzte (wie Albert von Aachen) überlieferte wie auch verschollene Quellen. Bedeutend ist, dass ihm als Kanzler und Hofhistoriker die Urkunden aus den Archivkammern des Königreiches zur Verfügung standen.
Wilhelm von Tyrus hat auch eine „Geschichte des Morgenlandes“ verfasst, die sich den muslimischen Staaten ab der Zeit Mohammeds widmete. Das Werk gilt heute als verschollen und ist möglicherweise von muslimischen Eiferern bewusst zerstört worden. Seine Haltung gegenüber Muslimen ist durch sein Studium bedingt moderater als die seiner Kollegen; jedenfalls beklagte er den Machtzuwachs der Muslime. Beklagenswert fand er auch die mangelhafte Bildung vieler Geistlicher und ihre allzu weltliche Einstellung, den Ritterorden und Byzantinern brachte er nur wenig Sympathie entgegen.
Am 8. Juni 1175 erhielt Wilhelm die Weihe zum Erzbischof von Tyrus. 1179 nahm er am 3. Laterankonzil teil und verbrachte bei seiner Rückkehr nach Jerusalem sieben Monate am Hofe des byzantinischen Kaisers Manuel I. Komnenos. Die von ihm geschriebene Chronik des Dritten Laterankonzils ist ebenfalls nicht erhalten. 1180 kandidierte er für das Patriarchat von Jerusalem, wurde jedoch nicht gewählt. Im Jahr 1184 (spätestens aber im Frühjahr 1185) trat er vom Amt des Kanzlers zurück.
Wilhelm von Tyrus war der einzige der Kreuzzugschronisten, der in Palästina geboren wurde.
Er gehörte außerdem auch zu jenen Geschichtsschreibern, die einen Großteil ihres Werkes aufgrund eigener Erfahrung schrieben.

## DieChronica
Das auch als „Historia rerum in partibus transmarinis gestarum“ bekannte Werk Wilhelms von Tyrus entstand zwischen ca. 1168 und 1184 oder 1186 und behandelt im Wesentlichen die Geschichte der Kreuzzüge und der Kreuzfahrerherrschaften, angefangen beim Konzil von Clermont 1095 und abbrechend im Jahr 1184.
Das in 23 Bücher mit einzelnen Kapiteln gegliederte Werk ist konzeptionell zweigeteilt:
Der erste Abschnitt behandelt in den Büchern I-VIII den Ersten Kreuzzug. Im darauffolgenden dynastisch geordneten Abschnitt werden jedem Herrscher Jerusalems, angefangen bei Gottfried von Bouillon, zumeist zwei Bücher gewidmet.
Die Chronica wurde bis ins 13. Jh. durch verschiedene Fortsetzungen ergänzt und erhielt durch ihre Übertragung ins Französische einen beinahe kanonischen (normativen) Charakter für die Darstellung der Kreuzzüge im Spätmittelalter.
Ihr Erstdruck erfolgte im Jahre 1549.
Für die Zeit nach dem ersten Kreuzzug bildet die Chronica die einzige größere, wenn auch chronologisch fehlerhafte Quelle aus dem Osten.